# Østrigs regenter
Østrigs regenter fra 976 til 1835. Regenter af Østrig har haft flere forskellige titler i løbet af årene. Her listes markgreverne, hertugerne, ærkehertugerne og kejsere af husene Babenberg, Zähringen, Přemysliden og Habsburg. Før 976 var forholdene noget uklare. Babenbergernes forgænger hed Burkhard og var af ukendt ophav.
Under Habsburgerne er det endvidere noget forvirrende at nummereringen af monarkerne (a) begyndes på ny og (b) også inkluderer medlemmer af huset som aldrig har regeret. I flere perioder har regeringsmagten desuden været delt mellem nære slægtninge. Nærværende liste noterer derfor kun de monarker, der regerede over det oprindelige Østrig (Ostmark), dvs. nutidens Niederösterreich og Wien. 
I tidenes løb ervervede Habsburgerne sig en hel række andre adelstitler og tilhørende områder. Nogen af disse er nævnt i listen. 

## Markgrever af huset Babenberg
- 976–994: Leopold I "den adelige"
- 994–1018: Henrik I "den genstridige"
- 1018–1055: Adalbert "den sejersrige"
- 1055–1075: Ernst "den strenge"
- 1075–1095: Leopold II "den pæne"
- 1095–1136: Leopold III "den hellige"
- 1136–1141: Leopold IV "den gavmilde"
- 1141–1156: Henrik II "Jasomirgott"

## Hertug(inn)er af huset Babenberg
- 1156–1177: Henrik II "Jasomirgott"
- 1177–1194: Leopold V "den dydige" (fra 1192 også hertug af Steiermark)
- 1194–1198: Frederik I "den katolske"
- 1198–1230: Leopold VI "den hædersfulde"
- 1230–1246: Frederik II "den stridige"
- 1246–1248: Gertrud

## Hertug af huset Zähringen
- 1248–1250: Hermann I

## Hertug af huset Přemysliden
- 1251–1276: Přemysl Ottokar II

## Hertuger af huset Habsburg
- 1276–1282: Rudolf I
- 1282–1308: Albrecht I
- 1308–1330: Frederik I "den smukke"
- 1330–1358: Albrecht II "den lamme" (fra 1335 også hertug af Kärnten og Krain)
- 1358–1365: Rudolf IV "stifteren" (fra 1363 også greve af Tyrol)
- 1365–1395: Albrecht III
- 1395–1404: Albrecht IV
- 1404–1439: Albrecht V
- 1440–1457: Ladislaus "den posthume"
- 1457–1493: Frederik V (fra 1452 også tysk-romersk kejser)
- 1458-1463: Albrecht VI. (i strid med sin bror Frederik V. om regentskab over Østrig)

## Ærkehertuger af huset Habsburg
- 1493–1519: Maximilian I (fra 1500 også fyrstegreve af Görz)
- 1519–1521: Karl I
- 1521–1564: Ferdinand I (fra 1526 også konge af Ungarn, Böhmen m.fl.)
- 1564–1576: Maximilian II
- 1576–1612: Rudolf V
- 1612–1619: Matthias
- 1619–1637: Ferdinand III
- 1637–1657: Ferdinand IV
- 1657–1705: Leopold VI
- 1705–1711: Josef I
- 1711–1740: Karl II

## Ærkehertug(inn)er af huset Habsburg-Lothringen
- 1740–1780: Maria Theresia (fra 1772 også dronning af Galicien)
- 1780–1790: Josef II
- 1790–1792: Leopold VII
- 1792–1835: Frans II (fra 1797 også konge af Dalmatien)

## Kejsere af huset Habsburg-Lothringen

### Huset Habsburg-Lothringen
| Portræt | Navn            | Tiltrådte         | Fratrådte         | Gift med | Relation til forgænger(e)       |
| ------- | --------------- | ----------------- | ----------------- | --- | ------------------------------- |
|         | Frans 1.        | 1. marts 1792     | 2. marts 1835     | (1) Elisabeth af Württemberg (2) Maria Theresia af Napoli og Sicilien (3) Maria Ludovika af Østrig-Este (4) Caroline Auguste af Bayern | • Søn af Leopold 2.             |
|         | Ferdinand 1.    | 2. marts 1835     | 2. december 1848  | Maria Anna af Savoyen | • Søn af Frans 1.               |
|         | Franz Joseph 1. | 2. december 1848  | 21. november 1916 | Elisabeth af Bayern | • Nevø til Ferdinand 1.         |
|         | Karl 1.         | 21. november 1916 | 16. november 1918 | Zita af Bourbon-Parma | • Grandnevø til Franz Joseph 1. |

## (Overhoveder for huset Habsburg-Lothringen siden 1918)
| Portræt | Navn    | Tiltrådte         | Fratrådte     | Gift med                     | Relation til forgænger(e)      |
| ------- | ------- | ----------------- | ------------- | ---------------------------- | ------------------------------ |
|         | Karl 1. | 16. november 1918 | 1. april 1922 | Zita af Bourbon-Parma        | • Grandnevø af Franz Joseph 1. |
|         | Otto    | 1. april 1922     | 4. juli 2011  | Regina af Sachsen-Meiningen  | • Søn af Karl 1.               |
|         | Karl    | 4. juli 2011      |               | Francesca Thyssen-Bornemisza | • Søn af Otto                  |